# Le Vaisseau des voyageurs
Le Vaisseau des voyageurs (titre original : The Harvest) est un roman de science-fiction de l'écrivain canadien Robert Charles Wilson publié aux États-Unis en 1992 et en France en 1994.

## Résumé
Des extraterrestres arrivent sur la Terre dans d'immenses vaisseaux qui stationnent au-dessus de tous les grandes villes du monde. Après une longue période d'inactivité, ils proposent à tous les hommes la vie éternelle et, en parallèle de ce choix, ils affirment être là pour sauver la planète de la lente mais inexorable dégradation que lui fait subir le genre humain. Une personne sur dix mille refusent la proposition. Ces récalcitrants vont peu à peu s'organiser pour continuer à vivre.

## Éditions
- The Harvest, Bantam Spectra, 1er décembre 1992, 394 p.  (ISBN 0-553-09123-9)
- Le Vaisseau des voyageurs, J'ai lu, coll. « Science-fiction » no 3733, juin 1994, trad. Geneviève Blattmann, 544 p.  (ISBN 2-277-23733-7)
- Le Vaisseau des voyageurs, Gallimard, coll. « Folio SF » no 240, 2 février 2006, trad. Geneviève Blattmann, 576 p.  (ISBN 978-2070306398)